# Felsgraffiti

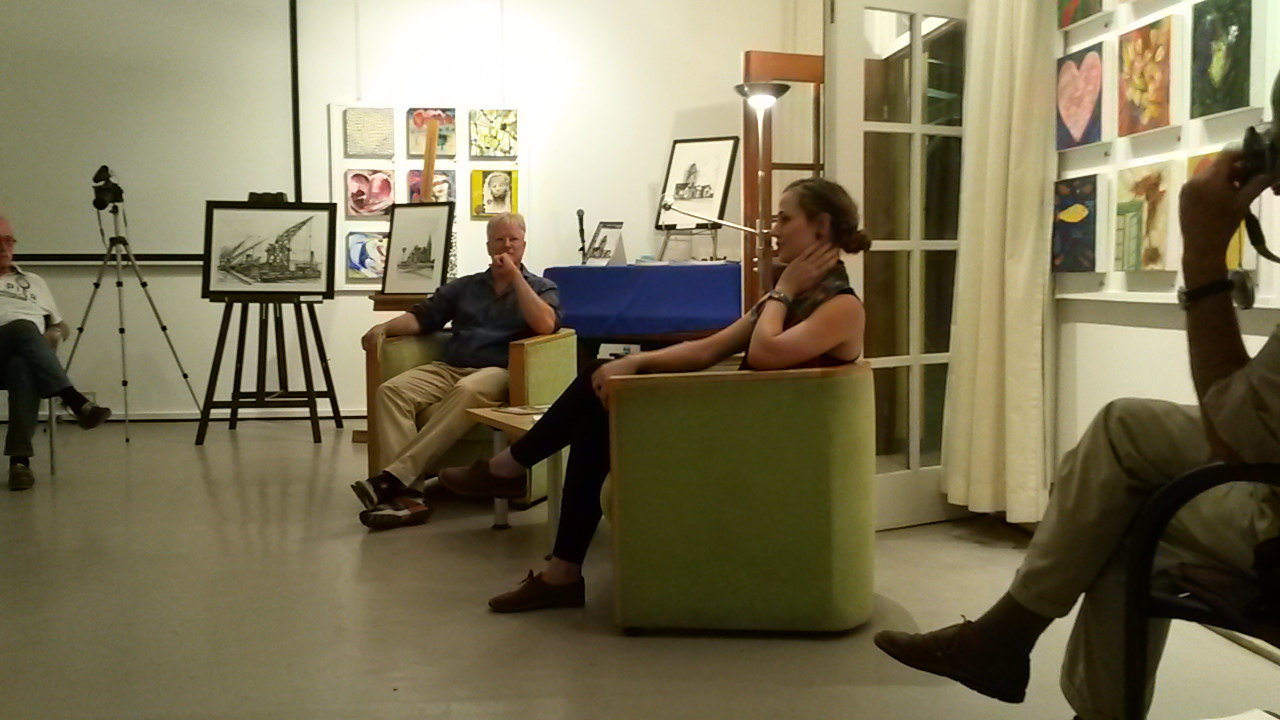
Launch der 21. Felsgraffiti – Elke Le Roux im Gespräch mit Heiko Denker

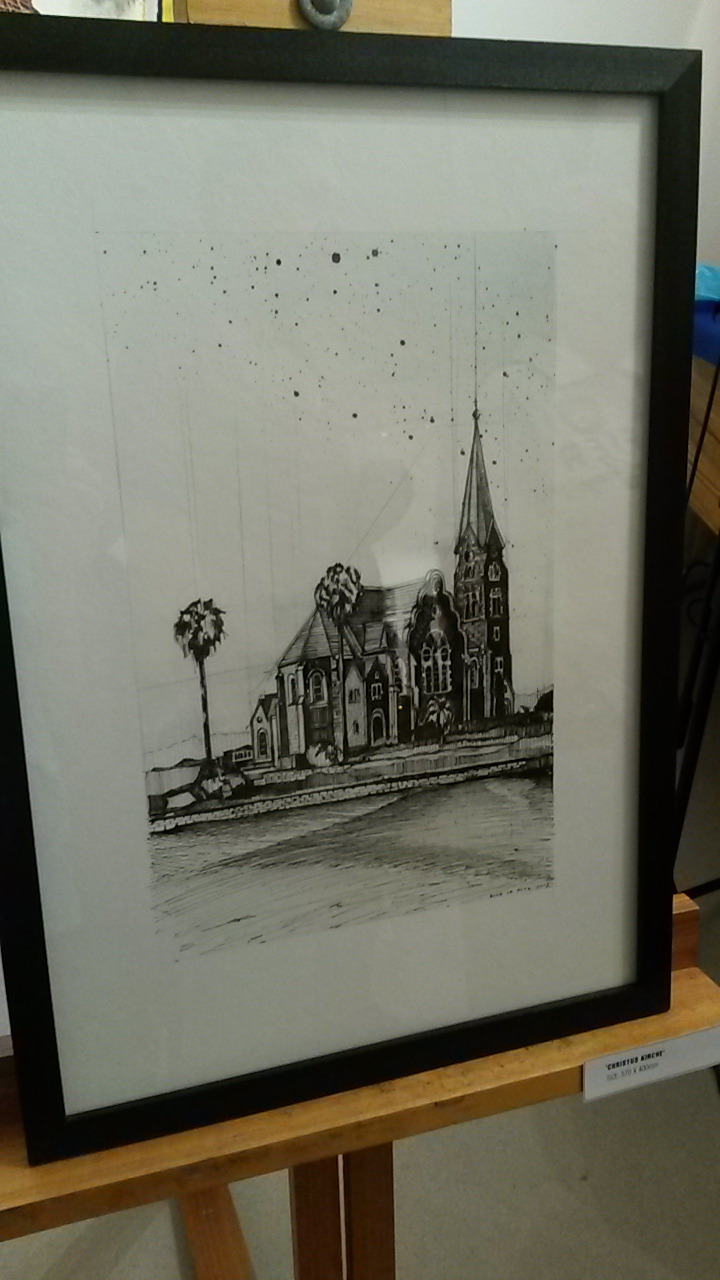
Foto der Zeichnung „Christuskirche in Windhoek“ (Zeichnung: Elke le Roux)

Felsgraffiti – Literatur- und Kulturzeitschrift für Namibia ist eine deutschsprachige Kultur- und Literaturzeitschrift, die halbjährlich in Windhoek (Namibia) erscheint.
Die Zeitschrift wurde im Jahre 2005 in Windhoek von einer Gruppe kultur- und literaturschaffender Personen um Dieter Esslinger gegründet, der auch erster Chefredakteur war und diese Stellung bis zu seinem Tod im Jahre 2014 innehatte. Seit diesem Zeitpunkt ist der Posten des Chefredakteurs der Felsgraffiti unbesetzt und wird unter den Herausgebern aufgabenspezifisch aufgeteilt (Stand 2016).
Die Zeitschrift fördert und veröffentlicht in Namibia jeweils aktuelle literarische Produktionen in deutscher Sprache, überwiegend von deutsch-namibischen Autoren. Des Weiteren werden Texte (fiktionale Literatur, Aufsätze, Rezensionen) von in Deutschland lebenden Literatur- und Kulturschaffenden sowie Journalisten und Literaturwissenschaftlern publiziert. Besonders bekannt ist Felsgraffiti für die Interview-Reihe mit zeitgenössischen Künstlern über die Grundlagen und Voraussetzungen ihres Schaffens auf dem südlichen afrikanischen Kontinent. Zumeist ziert das Cover ein Werk aus dem aktuellen Œuvre des Künstlers, der in der jeweiligen Ausgabe vorgestellt wird.

## Ausrichtung
In der ersten Ausgabe der Felsgraffiti (2005) findet sich das für die Zeitschrift maßgebende Motto des ehemaligen Chefredakteurs Dieter Esslinger:

„Fels ist beständig und dauerhaft. Fels tritt überall dort in Erscheinung, wo das Land alt ist und nicht bedeckt von üppigen Pflanzen oder verschüttet von Ablagerungen jahrmillionenalter Erdgeschichte oder ertränkt von unergründlichen Fluten. Solch ein Land ist Namibia. […] Wer schreibt, braucht eine Unterlage wie einen Felsen und ein Publikum. Für viele Menschen ist kreatives Schreiben nutzlos und, sobald der Autor die Grenzen des bekannten und anerkannten und leicht Verständlichen und Unterhaltsamen überschreitet, ein Ärgernis, weil es nicht gedeutet werden kann, genau wie das Graffiti und weil der Urheber hinter dem Dargestellten nicht erkennbar ist. Felsgraffiti bringt die schwierigen, selten anerkannten und doch für die Orientierung so wichtigen Kreationen unserer Autoren an die Öffentlichkeit.“

Diese Ausrichtung wurde seitdem beibehalten und für die Zeitschrift Felsgraffiti bestand die Aufgabe vornehmlich darin, namibischen Schriftstellern (und später Künstlern) eine Plattform zur Veröffentlichung ihrer literarischen und künstlerischen Werke zu bieten. Durch das gleichzeitige Angebot von Kursen zu kreativem Schreiben – Die Schreibwerkstatt, z. B. zu den Themen „Glosse“ (2015) oder „Erzähltheorie“ (2016) – sowie die Ausschreibung von Literaturwettbewerben, soll das Publizieren von (fiktionalen und fiktiven) deutschsprachigen Texten auf dem afrikanischen Kontinent gefördert werden.
Felsgraffiti sieht sich dabei als weltoffene, konfessionsübergreifende, multikulturelle und dezidiert unpolitische Anlaufstelle für alle an der deutschen Sprache und an afrikanischer Kultur interessierten Bürger bzw. Einwohner Namibias. Bisherige Gastautoren waren u. a. Annemarie Brell, Ingrid Demasius, Nadine Gaerdes, Iris Grädler, Hans-Volker Gretschel, Wanda Kirchner, Jörg Klinner, Ingrid Kubisch, Sylvia Schlettwein, Helmut Sydow, Andreas Vogt und Elke Reinauer.

## Geschichte des Magazins
Die Idee zur Gründung der Zeitschrift Felsgraffiti ging auf Gespräche der Teilnehmer einer Schreibwerkstatt zurück, welche im Jahre 2005 vom Deutschen Kulturrat in Namibia veranstaltet wurde. Es wurde im Anschluss daran bemängelt, dass die Gruppe der deutschsprachigen Bürger und Einwohner Namibias, welche im Jahr 2016 noch ca. 20.000 Muttersprachler umfasst, über nur wenige Plattformen zur Publikation literarischer Texte verfügt. Die Zeitschrift fand dadurch schnell Anerkennung in der literarischen und künstlerischen Szene Namibias.

## Die Felsgraffiti-Interviews
Eigentlich handelt es sich bei den Interviews strenggenommen eher um die Gattung „Gespräch“, da nicht alle Fragen an den Interviewpartner zu Beginn des Gespräches formuliert vorliegen. Vor dem Hintergrund der Tatsache, dass sich Personen in einer freien Gesprächssituation ggf. schneller und auch häufiger persönlich öffnen (verglichen mit der Situation eines neutral abzuarbeitenden Fragengerüstes im Interview), wird der freien Entwicklung der Unterhaltung der Vorzug gegeben. Dementsprechend kann diese Art von Gesprächen auch einen tieferen Einblick in das Denken und Schaffen von Künstlern gewähren, was der „privateren“ Atmosphäre und der Möglichkeit ausführlicherer Nachfragen geschuldet ist. Es werden vorzugsweise etablierte Kunstschaffende zum Gespräch geladen, jedoch wird ebenfalls versucht, talentiertem Nachwuchs sowie Experten des namibischen Wissenschafts- und Kulturbetriebes eine Plattform zu bieten. Bisher wurden u. a. folgende Personen zum Gespräch geladen:
- Kuno Budack (Ethnologe)
- Lucia Engombe (Rundfunkjournalistin)
- Toni Figueira (Fotograf)
- Klaus Hess (Verleger)
- Giselher W. Hoffmann (Schriftsteller)
- Franz Irlich (2008 Direktor des Afrikahaus Sebnitz, Africana-Sammler)
- Bernhard Jaumann (Schriftsteller)
- Elke Le Roux (Architektin und Zeichnerin)
- Johan Loubser (2005 Direktor der Nationalbibliothek Namibia)
- Gerdis Stadtherr (Malerin)
- Jonathan Shapiro (Karikaturist)

Eine Besonderheit der Interviews besteht darin, dass den interviewten Künstlern die Möglichkeit zur Verfügung steht, die technischen und autobiografischen Grundlagen ihrer Kunst im persönlichen Gespräch sehr ausführlich zu reflektieren. Dies äußert sich ebenfalls in der Tatsache, dass die Künstler zum jeweiligen launch der Ausgabe eingeladen werden und vor Publikum zu einem zweiten, thematisch erweiterten Gespräch zur Verfügung stehen.

## Vorstellungsabend (the launch)
Eine weitere Besonderheit der Literatur- und Kulturzeitschrift Felsgraffiti stellt der Vorstellungsabend dar. Neben dem Gespräch mit dem Künstler sowie dem Künstlerporträt der aktuellen Ausgabe werden unter anderem Preise für eingesandte und publizierte Texte an namibische Literaten verliehen. Des Weiteren stellen Redakteure ausgewählte Texte der aktuellen Ausgabe in Kurzform vor (welche historischen und zeitgenössischen Ursprungs sein können) und teilen dem Publikum noch die weiterführenden Informationen zu historischen Themen oder Gegenwartsliteratur mit, die sich bei den Recherchen ergeben haben. Als Höhepunkt steht die zumeist sehr unterhaltsame Versteigerung von ausgewählten Kunstwerken an, welche gleichzeitig den Abschluss der Vorstellung bildet. Bei der professionellen Lizitation werden – je nach ausgeübter Kunstform des Gastkünstlers – Gemälde, Zeichnungen, Lithographien, Fotografien usw. versteigert.